# Peperoncino

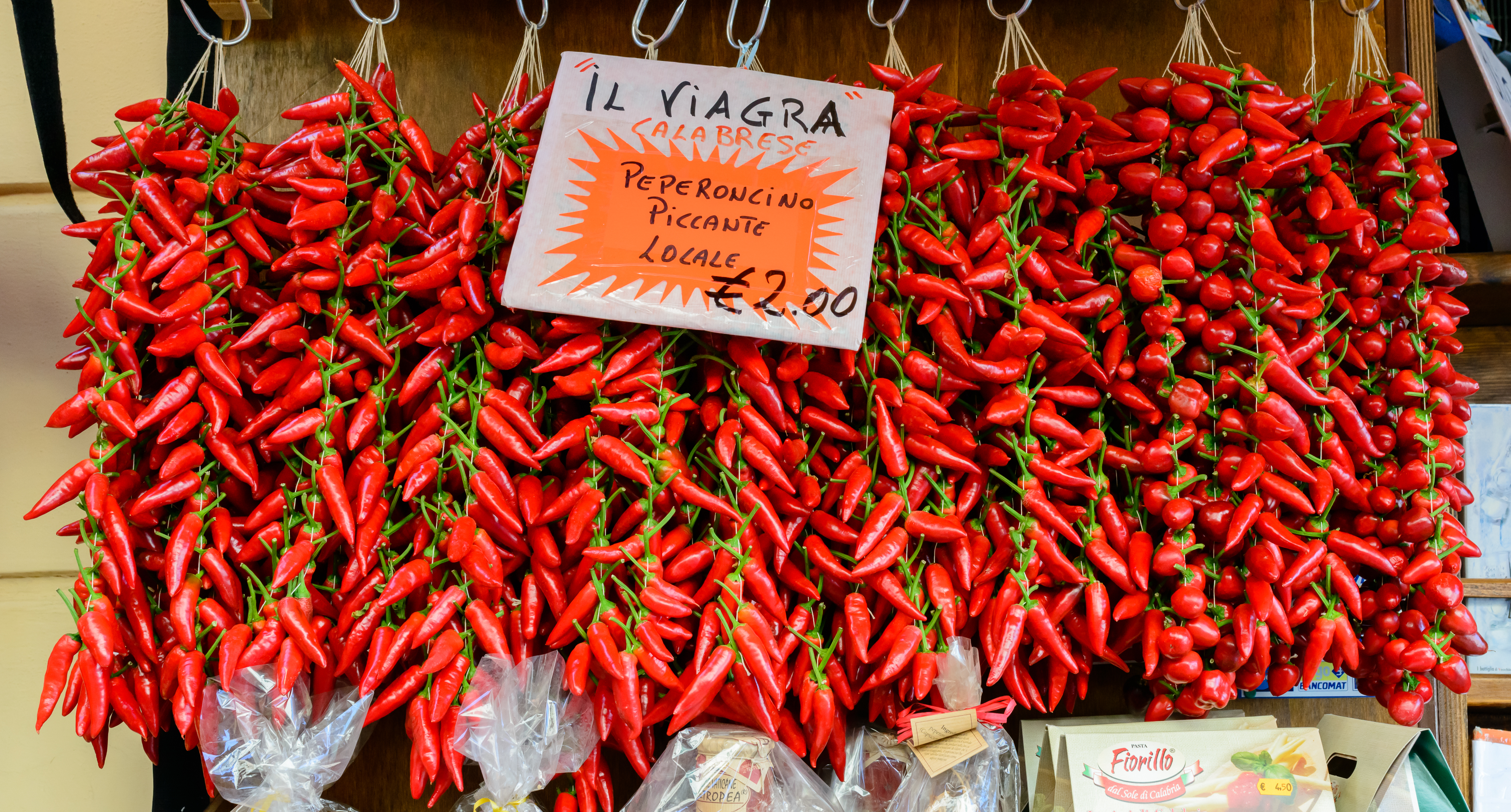
Peperoncini te koop op een markt in Tropea, Calabrië

Peperoncino (Italiaanse uitspraak: [peperonˈtʃiːno]) is de algemene Italiaanse benaming voor chilipepers, in het bijzonder voor cultivars van Capsicum annuum en Capsicum frutescens.
Waarschijnlijk werd de peperoncino in het begin van de 16e eeuw in Italië geïntroduceerd, nadat Columbus in 1492 vanuit de Nieuwe Wereld exemplaren had meegenomen naar Europa. Voordat men haar ging gebruiken in de Italiaanse keuken werd de peperoncino, net als de tomaat, gezien als een sierplant die mogelijk giftig was. Misschien waren peperoncini al populair in de keuken nog lang voordat ze voor het eerst in kookboeken werden vermeld. Destijds werden kookboeken geschreven voor de betere kringen, terwijl de peperoncino goedkoop en gemakkelijk te bereiden voedsel voor de lagere klassen was. Pietro Andrea Mattioli is in 1568 de eerste die de peperoncino beschrijft. Hij vermeldt dat ze veel heter zijn dan andere pepervarianten uit Azië. In 1694 werd de peperoncino voor het eerst in een kookboekrecept gebruikt, door de Napolitaanse kok Antonio Latini. In zijn recept voor Salsa alla Spagnola worden gehakte peperoncini, tomaten en ui gecombineerd met pepermunt, zout en olie, om als relish te worden opgediend.
In de Italiaanse keuken worden peperoncini met mate gebruikt. De smaak ervan vindt men belangrijker dan de heetheid. Ze spelen in het bijzonder in de keuken van Calabrië een belangrijke rol, maar worden ook in Umbrië zeer vaak gebruikt. In de late zomer worden de pepers aan draden geregen, die aan de huizen worden opgehangen. Om ze te conserveren worden ze gedroogd op zonnige, geventileerde plekken. Op deze manier kunnen ze tot aan de oogst van het volgende jaar worden gebruikt. Peperoncini worden zowel in hun geheel, krokant gebakken, gekneusd, verpoederd of als pasta gegeten. Een Calabrische peperoncino heeft een heetheid van 15.000 tot 30.000 op de schaal van Scoville. Bekende Calabrische gerechten waarin peperoncini worden gebruikt zijn de smaakmaker Bomba Calabrese en Nduja, een rauwe smeerworst. Ze komen ook voor in gerechten uit andere regio's van Zuid- en Centraal-Italië. Een bekend voorbeeld uit de Romeinse keuken is Salsa Arrabiata.
Sinds 1992 wordt in de Calabrische stad Diamante het jaarlijkse Peperoncinifestival gehouden. Er komen tegenwoordig tienduizenden bezoekers op af. Het festival duurt 4 dagen en vindt plaats rond het eerste weekend van september, op de strandboulevard van Diamante. Er is ook een grote markt waar allerlei lokale gerechten met peperoncini worden verkocht. Daarnaast is er ook een peperoncino-eetwedstrijd.